# Argostemma coenosciadicum
Argostemma coenosciadicum là một loài thực vật có hoa trong họ Thiến thảo. Loài này được Suringar mô tả khoa học đầu tiên năm 1870.